# Angelillo
Pour le footballeur argentin, voir Antonio Valentín Angelillo.
Ángel Sampedro Montero, né le 12 janvier 1908 à Vallecas, Madrid et mort le 24 novembre 1973 à Buenos Aires (Argentine), plus connu sous le nom d' Angelillo, est un chanteur espagnol de chansons populaires à son époque.

## Biographie
Angelillo est décrit comme une « idole populaire de la copla flamenca », un style très particulier de flamenco, avec les fandangos, soleares, saetas, caracoles, tarentas, etc. Il est notamment  l'un des premiers chanteurs à chanter dans un falsetto forcé en flamenco. Il est également acteur dans des films musicaux du folklore andalou : il apparaît dans des films tels que La hija de Juan Simón (1935) et Suspiros de Triana (1955), devenant une star de cinéma pour Filmófono et travaillant avec des réalisateurs estimés tels que Luis Buñuel, ce qui lui vaut d'être surnommé « le rossignol d'Andalousie ».
Angelillo est l'un des défenseurs les plus virulents de la République, avec des idéologies communistes. Il s'enfuit à Oran et de là, accompagné de Sabicas, en Argentine, où il acquiert rapidement une immense popularité. Il retourne en Espagne dans les années 1950.

## Filmographie
- 1937 : Sentinelle, alerte ! (¡Centinela, alerta!) de Jean Grémillon et Luis Buñuel